# Liste der Monuments historiques in Taillebourg (Charente-Maritime)
Die Liste der Monuments historiques in Taillebourg (Charente-Maritime) führt die Monuments historiques in der französischen Gemeinde Taillebourg auf.

## Liste der Bauwerke
| Bezeichnung            | Beschreibung                                                                                               | Standort | Kennzeichnung | Schutzstatus   | Datum     | Bild           |
| ---------------------- | --- | -------- | ------------- | -------------- | --------- | -------------- |
| Château de Taillebourg | Ruine einer Burganlage, 15. Jahrhundert, darin Ruine eines Herrenhauses, erbaut im 17. und 18. Jahrhundert | (Lage)   | PA00105277    | Inscrit Classé | 1991 1995 | weitere Bilder |

## Liste der Objekte
| Bezeichnung          | Beschreibung | Standort        | Kennzeichnung | Schutzstatus | Datum | Bild |
| -------------------- | --- | --------------- | ------------- | ------------ | ----- | ---- |
| Hilfsschiff Palagrin | ehemaliges Hilfsschiff der französischen Marine zur radiologischen Untersuchung der Meeresböden, 1969 gebaut, 1991 außer Dienst gestellt | im Hafen (Lage) | PM17000870    | Classé       | 2016  |      |